# Miguel Mas
Miguel Mas (Valencia, 1955), poeta español que pertenece a la generación de los ochenta, caracterizada por la búsqueda de la emoción y el reflejo de la experiencia del autor en sus poemas. Su obra poética comprende los libros Frágil ciudad del tiempo (1977), seguido de:
- Celebración de un cuerpo horizontal (1978).
- La hora transparente, que fue Premio de Poesía Ciudad de Valencia en el año 1985.
- Las ocasiones perdidas, publicado en el año 1990.
- Oscura como la carne, editado, como el anterior, en Sevilla, en 1992.
- Amanecer clandestino. Valencia, 1998.
- En un lugar extraño. Valencia, 2007.
- "Lugares deshabitados" Cantabria, 2020

Parte de estas obras han sido traducidas al francés, inglés, italiano y búlgaro y sus poemas han sido recogidos en diversas colecciones de poesía desde el año 1982 hasta la fecha. Algunas de esas antologías son:
- Florilegium (Poesía última española), de Elena de Jongh Rossel en el año 1982
- Postnovísimos, de Luis Antonio de Villena, en el año 1986.
- Abanico (Antologia della poesia spagnola d'oggi), de Emilio Coco, en el año 1986.

Junto a estos libros de poesía, ha publicado otro de reflexiones personales, cercano al género del diario, titulado Apuntes numantinos, en 1998, y una obra de tema memorialístico, "Cuadros y reclamos de un tiempo sin malicia (1963-1976), en 2014